# Leucotabanus annulatus
Leucotabanus annulatus är en tvåvingeart som först beskrevs av Thomas Say 1823.  Leucotabanus annulatus ingår i släktet Leucotabanus och familjen bromsar. Inga underarter finns listade i Catalogue of Life.